# Hakuna matata
Hakuna matata (AFI: /hɑˈkunɑ mɑˈtɑtɑ/ ) è una locuzione swahili di uso estremamente comune in molte regioni dell'Africa centro-orientale (in particolare nella zona di Kenya e Tanzania). Una possibile traduzione in lingua italiana è "non ci sono problemi" o "senza pensieri".
In Occidente la frase è stata resa celebre dal film Disney Il re leone (1994). In una celebre scena, un suricato e un facocero, Timon e Pumbaa, insegnano al protagonista Simba la filosofia dell'hakuna matata: dimenticare i problemi del passato e concentrarsi con ottimismo sul presente. 
Tale filosofia era stata precedentemente insegnata a Timon dal mandrillo Rafiki. Il brano musicale che accompagna la scena, Hakuna Matata, è un singolo di Jimmy Cliff, con musica scritta da Elton John e parole di Tim Rice.
Circa un decennio prima de Il re leone, l'espressione hakuna matata era stata celebrata anche in un altro brano musicale di successo, Jambo Bwana, inciso dai Them Mushrooms nel 1982 e poi reinterpretato da numerosi altri artisti, incluso il gruppo disco pop tedesco Boney M. La frase è inoltre citata dai gruppi k-pop Ateez nel brano Wave (2019) e GFriend nel brano Mago (2020).